# Курт (Крым)
Курт (укр. Курт, крымскотат. Qurt, Къурт) — исчезнувшее село в Судакском регионе Крыма, располагавшееся на севере территории горсовета, в Куртинской балке северо-восточного склона Главной гряды Крымских гор, примерно в 2 км восточнее современного села Опытное Белогорского района.

## История
Первое документальное упоминание села встречается в Камеральном Описании Крыма… 1784 года, судя по которому, в последний период Крымского ханства Яюрт входил в Ширинский кадылык Кефинского каймаканства. После присоединения Крыма к России 8 февраля 1784 года, деревня была приписана к Левкопольскому, а после ликвидации в 1787 году Левкопольского — Феодосийскому уезду Таврической области. После Павловских реформ, с 1796 по 1802 год, входила в Акмечетский уезд Новороссийской губернии. По новому административному делению, после создания 8 (20) октября 1802 года Таврической губернии, Курт был включён в состав Кокташской волости Феодосийского уезда.
По Ведомости о числе селений, названиях оных, в них дворов… состоящих в Феодосийском уезде от 14 октября 1805 года, в деревне Курт числилось 8 дворов и 77 жителей, исключительно крымских татар. Затем, видимо, вследствие эмиграции крымских татар в Турцию, деревня опустела и на военно-топографической карте генерал-майора Мухина 1817 года обозначены развалины деревни Кюрч. Вероятно, деревня вскоре была вновь заселена, поскольку после реформы волостного деления 1829 года Курт, согласно «Ведомости о казённых волостях Таврической губернии 1829 года» остался в составе Кокташской волости — в Ведомости записывались только действующие селения. На карте 1836 года в деревне уже 31 двор, как и на карте 1842 года.
В 1860-х годах, после земской реформы Александра II, деревню приписали к Таракташской волости. В «Списке населённых мест Таврической губернии по сведениям 1864 года», составленном по результатам VIII ревизии 1864 года, Курт — владельческая татарская деревня с 8 дворами, 111 жителями и мечетью при безъименном ручье. По обследованиям профессора А. Н. Козловского начала 1860-х годов, селение «…изобилуют родники прекрасной пресной воды». На трёхверстовой карте Шуберта 1865—1876 года Курт обозначен с 14 дворами. Но в «Памятной книге Таврической губернии 1889 года» деревня не значится, видимо, вновь опустела и на верстовой карте 1890 года Курт отсутствует.
После земской реформы 1890-х годов деревню приписали к Салынской волости. По «…Памятной книжке Таврической губернии на 1892 год» в Курте, не входившей ни в одно сельское общество, жителей и домохозяйств не числилось. По «…Памятной книжке Таврической губернии на 1902 год» уже на хуторе Курты, входившем в Салынское сельское общество, числилось 5 жителей, домохозяйств не имеющий. В дальнейшем в доступных источниках не встречается.

### Динамика численности населения
- 1805 год — 77 чел.[11]
- 1864 год — 111 чел.[17]
- 1892 год — 0 чел.[22]
- 1902 год — 5 чел.[23]